# 凯滕海姆
凯滕海姆（德語：Kettenheim）是德国莱茵兰-普法尔茨州的一个市镇，隶属于阿尔蔡-沃尔姆斯县。总面积3.47平方公里，截至2023年12月31日总人口为321人。